# Ross Boss Friedman
Ross Boss Friedman o Ross the Boss (El Bronx, Nueva York; 3 de enero de 1954) es un músico estadounidense dentro de los estilos heavy metal, punk rock y blues-rock.

## Biografía
Aprendió a tocar el violín de pequeño, pero pronto lo sustituyó por la guitarra eléctrica. Comenzó su periplo en la música profesional con la banda The Dictators en 1973. Más tarde formó parte del grupo Shaking Streets, con los que, teloneando a Black Sabbath, conoció a Joey DeMaio que por entonces era técnico en bajo y pirotecnia en el susodicho grupo Black Sabbath, con el que congenió y juntos concibieron el famoso grupo de heavy metal Manowar, donde Ross permaneció hasta 1988 y fue sustituido por David Shankle tras su marcha. 
En la década de los 90, Ross formó una nueva banda, Heyday, de estilo cercano al blues rock, y también tocó con su compañero de los Dictators, Handsome Dick Manitoba, en la banda de este último, Manitoba's Wild Kingdom.
En 2004, Ross se unió a la banda The Brain Surgeons de Albert Bouchard -batería original de Blue Öyster Cult-, con los que ha publicado dos discos.
A lo largo de su carrera, ha colaborado con diversas bandas, como The Hellacopters, The Nomads, Majesty o Wotan (band), The Thunderbolts, así como producido discos, tanto para sus bandas -Manowar, The Dictators- como para otras (Anthrax, Blacklace).

## Discografía

### The Dictators
- The Dictators Go Girl Crazy! (1973)
- Manifest Destiny (1977)
- Bloodbrothers (1978)
- Fuck 'Em If They Can't Take a Joke (1981)
- New York, New York (1998)
- D.F.F.D. (2001)
- Viva Dictators! (2005)
- Everyday Is Saturday (2007)

### Shakin Street
- Solid As a Rock (1980)
- Live And Raw (1989)

### Manowar
- Battle Hymns (1982)
- Into Glory Ride (1983)
- Hail To England (1984)
- Sign Of The Hammer (1984)
- Fighting The World (1987)
- Kings of Metal (1988)

### Manitoba's Wild Kingdom
- ...And You? (1990)

### Heyday
- Heyday (1994)

### The Brain Surgeons
- Black Hearts of Soul (2004)
- Denial of Death (2006)

- Datos: Q503770
- Multimedia: Ross the Boss / Q503770